# Jean-Paul Vaillant
Jean-Paul Vaillant, né le 29 septembre 1897 à Saulces-Monclin et mort le 31 mai 1970 à Charleville-Mézières, est un écrivain, critique et historien français du XXe siècle. Il est le fondateur de la revue ardennaise de littérature et d'art La Grive.

## Biographie
Nicolas Jean-Paul Vaillant, né le 29 septembre 1897 à Saulces-Monclin, dans le département des Ardennes, est le fils de Jean-Baptiste Paul Vaillant, instituteur, Chevalier de la Légion d'honneur (1858-1939) et d'Augustine Octavie Bocquillon (née vers 1871). 
Pendant la Première Guerre mondiale, il est incorporé à 18 ans en janvier 1916 au 40e Régiment d'artillerie. Nommé brigadier en janvier 1918, il passe au 110e Régiment d'artillerie lourde en juin 1918 où il est nommé aspirant. Il passe par l'Ecole militaire de l'artillerie de Fontainebleau. Cité à l'ordre du régiment du 6 novembre 1918 : « aspirant d'une activité remarquable, très crâne sous le feu, toujours volontaire pour les missions les plus périlleuses, s'est signalé tout particulièrement au cours des offensives de mai à novembre 1918 par les services qu'il a rendus au milieu d'un groupe plusieurs fois décimé par le feu ennemi, tant au commandant de groupe qu'aux commandants d'unités auxquels il fut adjoint », il est promu sous-lieutenant le 10 novembre.
Il épouse Elisa Marie Angélique Dupin le 11 avril 1921 à Saulces-Monclin, puis en secondes noces, Yvette Marie Dossot (1919-2015) le 30 décembre 1944 à Bar-le-Duc. Cette dernière a déposé, puis donné aux Archives départementales des Ardennes, les archives personnelles de Jean-Paul Vaillant.
Il mène une carrière de fonctionnaire, comme inspecteur principal des contributions directes. Après la Seconde Guerre mondiale, il assure dans les Ardennes la mission de secrétaire départemental du Comité de Confiscation des profits illicites.
Il fonde la Société des écrivains ardennais en 1925, basée sur l’idée d’une littérature qui unisse et dépasse les frontières, avec le concours d'autres écrivains comme Marcel Caruel, Ernest Raynaud et Jean Rogissart. Elle compte ainsi jusqu’à 150 membres français, belges et luxembourgeois. On doit à la Société des écrivains ardennais et à Jean-Paul Vaillant deux publications périodiques : Les Cahiers ardennais et La Grive qui parait trimestriellement à partir de 1928.
Il publie L'Enfant jeté aux bêtes en 1935, récit de guerre d'un artilleur, que La Revue des vivants résume ainsi : « l'instruction à Paris, au Champ de Mars, puis le premier contact avec le front, la neige des Vosges, la boue de Champagne, Craonne prise, reperdue, reprise, la canonnade minute par minute sur un ennemi invisible, les gaz, la boue, le sang, l'abrutissement puis un poste de commandement dans une cave à Reims enfin, le déclenchement, l'avance lente des derniers mois de la guerre et le cri incompréhensible du 11 novembre : La guerre est finie ».
En 1955, il prend sa retraite et se consacre alors complètement à ses activités littéraires. 
Jean-Paul Vaillant meurt le 31 mai 1970 à Charleville-Mézières.

## Œuvres principales
- Confession d'un poilu, 1920[9]
- Les Ardenais, étude critique et anthologique, 1927[10]
- Légendes ardennaises, 1929[11]
- Rimbaud tel qu’il fût – d’après des faits inconnus et avec des lettres inédites, 1930.
- L'Enfant jeté aux bêtes, 1935[12]

## Distinctions
- Croix de guerre 1914–1918, étoile de bronze
- Chevalier de l'ordre de Léopold, 1932
- Chevalier de l'ordre de la Couronne de chêne
- Chevalier de la Légion d'honneur, décret du 27 février 1936
- Officier de la Légion d'honneur, décret du 5 avril 1955
- 1932 : Académie française - Prix Montyon pour Macajotte
- 1940 : Académie française - Prix de la langue française
- 1951 : Académie française - Prix Georges Dupau
- 1969 : Académie française - Prix Amic pour la revue La Grive[13]
- 1935 : Prix de littérature régionaliste[14]

## Hommages et postérité
- Plusieurs communes des Ardennes ont donné à une rue le nom de Jean-Paul Vaillant : Charleville-Mézières, Donchery et Saulces-Monclin.